# Заболотнєв Дмитро Павлович
Дмитро Павлович Заболотнєв (рос. Дмитрий Павлович Заболотнев; 31 травня 1989, м. Челябінськ, СРСР) — російський хокеїст, захисник. Виступає за ТХК (Твер) у Вищій хокейній лізі. 
Виступав за: «Капітан» (Ступіно), «Кристал» (Електросталь), ХК «Рязань», ХК «Владимир», МХК «Спартак», ХК «Рязань».